# AWAL
AWAL es una compañía de distribución británica y sello discográfico con sede en Londres, Reino Unido. Fue adquirida por Sony Music Entertaiment en mayo de 2022. AWAL es la compañía de grabaciones de Kobalt. La compañía sirve como una alternativa al acuerdo de sello musical tradicional, ofreciendo estructuras de acuerdo a artistas y sellos independientes sin que ellos cedan la propiedad o el control.

## Servicios
El servicio principal de AWAL es la distribución de música digital, pero también incluye licencias de marketing, análisis de datos, radio y sincronización.

## Historia
En diciembre de 2011, AWAL fue adquirida por Kobalt Music Group y funcionó como el brazo de distribución de música digital de la compañía. AWAL fue fundada originalmente en 1997 por los productores discográficos Kevin Bacon y Jonathan Quarmby.
En enero de 2018, Lonny Olinick fue nombrado CEO de la división de grabación de Kobalt. Para marzo de 2018, Kobalt anunció que estaba invirtiendo $150 millones en AWAL y que todo el negocio de grabación de Kobalt se combinaría bajo la marca AWAL.
AWAL adquirió In2une Music en junio de 2018, ofreciendo promoción de radio multiformato a sellos y artistas independientes. AWAL anunció una asociación estratégica con el sello independiente Glassnote Records, en noviembre de 2018. Otros anuncios notables de la compañía incluyen la firma de artistas como You Me at Six, Austin Burke, deadmau5, Little Simz, The Night Cafe, Kevin Garrett, Gabrielle Aplin, Gus Dapperton y Ella Vos.
En noviembre de 2018, AWAL fue nombrada en la lista de grupos de música digital «Power Players» de Billboard.
AWAL tiene oficinas en Londres, Nueva York, Los Ángeles, Atlanta, Berlín, Hong Kong, Miami, Nashville, Estocolmo, Sídney. En diciembre de 2018, se anunció que abrirían una oficina en Toronto.

## Modelo del negocio
Los artistas de AWAL conservan su música y sus derechos creativos, a diferencia de un sello discográfico tradicional.
En noviembre de 2018, Billboard escribió un artículo titulado «¿Puede Kobalt interrumpir el juego de etiquetas con AWAL?», donde describe el enfoque de la compañía y cómo paga hasta el 80% de los ingresos por streaming a sus artistas.
Tecnología
En marzo de 2017, AWAL presentó su aplicación de análisis de música diseñada para recopilar y mostrar datos recopilados de la presencia de cada artista en Spotify y Apple Music.

## Artistas notables
- Claudia Alende
- Die Antwoord
- Gabrielle Aplin
- Madison Beer
- Bladee
- Neneh Cherry
- COIN
- A.G Cook
- Cuzzy Wolf
- deadmau5
- De La Soul
- Finneas
- Alejandro Slay
- Frank Carter & The Rattlesnakes
- Kira Kosarin
- Lauv
- Little Simz
- Fran mahema
- Bruno Major
- Lil Bokeron
- Laura Marling
- Jesse McCartney
- Tom Misch
- Moby
- Naked Eyes
- Nick Cave and the Bad Seeds
- Now United
- Lil Peep
- Kim Petras
- R3hab
- Rex Orange County
- The Kooks
- The Night Café
- The Wombats
- Thom Yorke
- Todd Terje
- VÉRITÉ
- Betty Who
- You Me at Six
- Girl in Red
- Luigi Grosu
- Aly & AJ
- Katelyn Tarver

## Discográficas
- Glassnote Records
- Mau5trap
- Good Soldier Songs
- First Access Entertainment
- B3Sci Records
- Gezuriya Music Group
- Kid Coconut
- B-Unique Records
- Piratrip
- SideOneDummy Records